# Höjdare
Höjdare är ett samlings-musikalbum av Robert Broberg. Samtliga låtar är nyinspelningar av tidigare låtar, både med musik och sång.

## Låtlista
1. Pling Plong Song start
2. Killa mej på ryggen
3. Mitt lilla fejs & jag
4. Båtlåt
5. Det som göms i snö
6. Sången om Annabell och gummimadrassen
7. Maria-Therese
8. Alla springer omkring och försöker fånga den stora kärleken
9. Jag måste hejda mej
10. Uppblåsbara Barbara
11. Carola
12. Lajla
13. Ingela
14. Huppegupptäcktsfärd
15. Redan när vi sätter oss till bords
16. Du har så många sidor i dej
17. Du är min-sann ute och roar dej du
18. Jag älskar dej ditt helvete
19. Vatten
20. Tom Top
21. Låt mej värma din frusna själ
22. Ta på dej den röda jumpern baby
23. Hör mina lockrop
24. Farbror Anders
25. Likbil
26. Här i min skrivmaskin
27. 1983-års ängel
28. Kär-l-e-k-saks-affär
29. Beachparty
30. Raka vägen
31. Målet är ingenting vägen är allt
32. När du kammar ditt hår
33. Somna aldrig osams
34. Tack
35. Jag tror på kärleken
36. Pling Plong Song landning